# 2017년 문화
다음은 2017년 문화계에 관한 사건들이다.

## 일람
- 1월 5일 - 세종도시교통공사가 설립됐다.
- 1월 13일 - 남해고속도로제3지선이 개통됐다.
- 1월 14일 - 2017년 아프리카 네이션스컵이  가봉에서 개막하였다.
- 1월 28일 - 2017년 동계 유니버시아드가  카자흐스탄 알마티에서 개막하였다.
- 1월 30일 - 미스유니버스 2016 대회에서 프랑스 치대생 이리스 미테네어가 85개국 참가자를 제치고 우승하였다. 프랑스 첫 우승 1953년 이후 64년만에 두번째 우승을 달성하였다.
- 2월 1일 -은유출판이 본사를 서울특별시 은평구 불광동에서 갈현동으로 옮겼다.
- 2월 5일 - 2017년 아프리카 네이션스컵이  가봉에서 폐막하였다. 우승국은 카메룬이 우승했다.
- 2월 8일 - 2017년 동계 유니버시아드가  카자흐스탄 알마티에서 폐막하였다.
- 2월 10일 - 걸그룹 원더걸스가 데뷔 10년 만에 해체되었다.
- 2월 17일 - 전라남도 광양시 광양읍에 위치한 도로교통공단 광양운전면허시험장이 개장하였다.
- 2월 19일 - 2017년 동계 아시안 게임이  일본 삿포로에서 개막하였다.
- 2월 26일
  - 2017년 동계 아시안 게임이  일본 삿포로에서 폐막하였다.
  - 제89회 아카데미상에서 작품상으로 《문라이트》, 감독상으로 데이미언 셔젤, 남우주연상으로 케이시스 애플렉, 여우주연상으로 엠마 스톤이 수상했으며, 《라라랜드》는 6개부문을 수상하였다.
- 3월 4일 - K리그 클래식 2017, K리그 챌린지 2017이 개막하였다.
- 3월 6일 - 2017년 월드 베이스볼 클래식이 개막하였다.
- 3월 22일 - 2017년 월드 베이스볼 클래식이 폐막하였다.
- 3월 23일 - 수도권제2순환고속도로의 남항교차로-서김포통진IC 구간이 개통되었다.
- 3월 31일 - 2017년 KBO 리그가 개막되었다.
- 4월 3일 -  대한민국 서울에서 롯데월드타워가 오픈하였다.
- 4월 11일 - 마이크로소프트에서 윈도우 비스타와 인터넷 익스플로러 9의 모든 지원을 종료했다.
- 5월 20일
  - 부산 도시철도 1호선 신평역 ~ 다대포해수욕장역 연장 구간이 개통되었다.
  - 톈저우 1호가 발사되었다.
- 4월 22일 - MBC TV 쇼! 음악중심 순위제가 다시 시행되었다.
- 4월 25일 - 고덕대교가 착공되었다.
- 4월 27일 - 2017년 FIFA 비치사커 월드컵이  바하마에서 개최되었다.
- 5월 2일 - 한국프로농구 KBL 챔피언 결정전 6차전에서 안양 KGC인삼공사 농구단이 서울 삼성 썬더스를 88대 86으로 꺾고 시리즈 전적 4승 2패로 2012년 이후 5년만에 통산 2번째 우승을 달성하였다.
- 5월 7일 - 2017년 FIFA 비치사커 월드컵이  바하마에서 폐막하였다.
- 5월 13일 - 제8대 천주교 전주교구장 김선태 주교의 주교 서품 및 착좌 미사가 거행되었다.
- 5월 15일 - 이스라엘 방송 공사가 출범하였다. KAN 11과 Mekan 33의 개국과 함께 이스라엘 방송 기관은 폐국되었다.
- 5월 20일
  - 서울역고가도로의 공원화가 완료되었고 서울로 7017이 개장되었다.
  - 2017년 FIFA U-20 월드컵이  대한민국에서 개막되었다.
- 5월 31일
  - 수도권에서 지상파 UHD 방송이 개시되었다.
  - 서울메트로와 서울특별시 도시철도공사가 서울교통공사로 통합 출범하였다.
- 6월 7일 - 걸그룹 씨스타가 데뷔 7년 만에 해체되었다.
- 6월 7일 - 2017년 세계 박람회가  카자흐스탄에서 개막되었다.
- 6월 8일 - 2017년 FIFA U-20 월드컵이  대한민국에서 폐막되었다.
- 6월 12일 - 걸그룹 큐트가 데뷔 12년 만에 해체되었다.
- 6월 14일 - 경부고속도로 활천IC가 개통됐다.
- 6월 16일 - 수원역 환승센터가 개장.
- 6월 17일 - 2017년 FIFA 컨페더레이션스컵이  러시아에서 개최되었다.
- 6월 18일 - 멜키트 그리스 가톨릭교회 시노드에서 유세프 아비시 주교가 새 총대주교로 선출되었다.
- 6월 22일 - 하이패스 전용 나들목 경부고속도로 옥산IC의 부산방향 진출입로가 개통되었다.
- 6월 27일 - 2017년 세계 태권도 선수권 대회가  대한민국 무주군에서 개막되었다.
- 6월 28일 - 영천상주고속도로가 개통되었다.
- 6월 30일 - 2017년 세계 태권도 선수권 대회가  대한민국 무주군에서 폐막되었다.
- 7월 2일 - 2017년 FIFA 컨페더레이션스컵이  러시아에서 폐막하였다.
- 7월 14일 - 2017년 세계 수영 선수권 대회가  헝가리 부다페스트에서 개막하였다.
- 7월 16일 - UEFA 여자 유로 2017이 개막되었다.
- 7월 20일 - 2017년 월드 게임이 브로츠와프에서 개막하였다.
- 7월 21일 - 스플래툰 2가 출시되었다.
- 7월 22일 - 미국의 차세대 제럴드 R. 포드급 항공모함 USS 제럴드 R. 포드 (CVN-78)의 취역식이 버지니아주 노퍽 해군기지에서 열렸다.
- 7월 30일
  - 2017년 세계 수영 선수권 대회가  헝가리 부다페스트에서 폐막되었다.
  - 2017년 월드 게임이 브로츠와프에서 폐막되었다.
- 8월 5일 - 2017년 세계 육상 선수권 대회가  영국 런던에서 개막하였다.
- 8월 6일 - UEFA 여자 유로 2017이 폐막되었다.
- 8월 7일 - 한국교육방송공사(EBS)가 일산신도시 한류월드로 사옥을 이전하였다.
- 8월 13일 - 2017년 세계 육상 선수권 대회가  영국 런던에서 폐막하였다.
- 8월 15일 - 블리자드의 인기 게임으로 스타크래프트의 리메이크작인 스타크래프트 리마스터가 출시되었다.
- 8월 19일 - 2017년 하계 유니버시아드가 타이베이시에서 개막하였다.
- 8월 24일 - 삼성전자가 갤럭시 노트8를 공개하였다.
- 8월 30일 - 2017년 하계 유니버시아드가 타이베이시에서 폐막하였다.
- 9월 1일
  - 2017년 18세 이하 청소년 야구 월드컵이  캐나다에서 개막하였다.
  - 고객이 계좌를 개설할 때 종이통장 발급 여부를 선택하게 하는 '통장 기반 금융거래 관행 혁신' 2단계 방안이 실행되었다.
- 9월 2일
  - 서울 경전철 우이신설선이 개통되었다.
  - 2017년 18세 이하 청소년 야구 월드컵이  캐나다에서 폐막하였다.
- 9월 10일 - 2017년 세계박람회가  카자흐스탄 아스타나에서 폐막하였다.
- 9월 13일 - 2024년 하계 올림픽 개최지는  프랑스프랑스 파리가 뒤이어 미국 로스엔젤레스는 2028년 하계 올림픽 개최지로 동시에 선정되었다.
- 9월 17일 - 2017년 실내 무도 아시안 게임이  투르크메니스탄의 아시가바트에서 개막하였다.
- 9월 19일 - 구덕야구장이 철거되었다.
- 9월 22일 - 톈저우 1호가 착륙되었다.
- 9월 27일
  - 2017년 실내 무도 아시안 게임이  투르크메니스탄의 아시가바트에서 폐막되엉다.
  - 제2경인고속도로의 안양~성남 구간이 개통되었다.
- 10월 3일 - 삼성 라이온즈의 이승엽선수가 은퇴하였다.
- 10월 6일
  - 마리오&루이지 RPG (닌텐도 3DS)가 출시되었다.
  - 2017년 FIFA U-17 월드컵이  인도에서 개막되었다.
- 10월 10일 - 마이크로소프트에서 마이크로소프트 오피스 2007의 판매와 지원을 종료되었다.
- 10월 14일 - V-리그 2017-18가 개막과 함께 한국프로농구 2017-18가 개막하였다.
- 10월 21일 - 제주극동방송 AM방송이 개국하였다.(주파수 FM 104.7MHz) (호출부호 및 출력 : HLAZ-SFM 1KW)
- 10월 23일 -  유엔 창설 72주년
- 10월 27일 ~ 10월 28일 - 제5회 전국발달장애인 자조단체대회 한국 피플퍼스트 대회가 서울 여의도 중소기업 중앙회관 지하 1층 그랜드홀, 보신각에서 1박 2일간 개최하였다.
- 10월 28일 - 2017년 FIFA U-17 월드컵이  인도에서 폐막하였다.
- 10월 30일
  - KBO 리그 한국시리즈 5차전에서 KIA 타이거즈가 두산 베어스를 7대 6으로 꺾고 시리즈 전적 4승 1패로 2009년 이후 8년만에 통산 11번째 우승을 달성하였다.
  - 마르틴 루터로부터 시작된 종교개혁이 500주년이 되는 날이다.
- 10월 31일 - 무궁화 위성 5A호 발사가 성공하였다.
- 11월 2일
  - 메이저 리그 베이스볼 월드 시리즈 7차전에서 휴스턴 애스트로스가 로스앤젤레스 다저스를 5대 1로 꺾고 시리즈 4승 3패로 1962년 창단 이후 55년만에 통산 1번째 우승을 달성하였다.
  - 경기도 고양시 덕양구 화전동∼서울특별시 은평구 신사동 간 도로가 개통되었다.
- 11월 3일 - 콜 오브 듀티: WWll가 출시되었다.
- 11월 16일 - 아시아 프로야구 챔피언십이  일본 도쿄 돔에서 개막하였다.
- 11월 19일 - 아시아 프로야구 챔피언십이  일본 도쿄 돔에서 폐막하였다.
- 11월 23일 - 2018학년도 대학수학능력시험이 실시되었다.
- 12월 1일
  - 경인고속도로가 일반도로로 전환되었다.
  - 닌텐도 스위치가 한국·대만에서 발매되었다.
  - 경북 칠곡군과 군위군 부계면을 잇는 팔공산터널 당일 0시에 개통되었다.
- 12월 6일
  - 아이돌 그룹 더보이즈가 데뷔하였다.
  - 2016~2017 촛불시위 시민들이 독일 에버트 인권상을 수여받았다.
- 12월 8일 - 2017년 EAFF 동아시안컵이  일본에서 개막하였다.
- 12월 10일 - 비마니 시리즈가 20주년을 맞이하였다.
- 12월 13일 - 방탄소년단이 아시아 가수 최초 빌보드 연말차트 톱 아티스트 10위에 올랐다.
- 12월 14일
  - 인기 웹툰 <강철비>의 영화판이 개봉되었다.
  - 스타워즈 에피소드 8 (스타워즈: 라스트 제다이)이 개봉되었다.
- 12월 16일 - 2017년 EAFF 동아시안컵이  일본에서 폐막하였다.
- 12월 22일
  - 경강선 서원주역 ~ 강릉역 구간이 복선전철이 개통되었다.
  - 하이에어 설립
- 12월 27일 - 기존 중앙선철도 죽령터널이 복선전철화로 선로가 이설되었다.
- 12월 28일 - 부산외곽순환고속도로 노포 분기점 ~ 기장 분기점 구간이 개통되었다.
- 12월 29일 - MBC 방송연예대상에서 전현무가 대상수상 하였다.
- 12월 30일 - MBC 연기대상에서 김상중이 대상수상, SBS 연예대상에서 미운 우리 새끼 어머님들 대상수상 하였다. 이예따라 연예인이 아닌 연예인 어머님이 수상하였다.
- 12월 31일 - SBS 연기대상에서 지성이 대상수상, KBS 연기대상에서 김영철, 천호진이 공동수상이었다.